# 뚝섬배
뚝섬배는 한국 마사회 주최로 1989년부터 시작된 렛츠런파크 서울에서 시행하는 G2급 대상특별 경주다. 
1989년 서울 경마장이 뚝섬에서 과천으로 이전하게 됨에 따라, 1954년부터 1989년까지 한국 경마의 역사를 이끌던 뚝섬 경마장을 기리는 의미로 제정된 대상 특별 경주 대회다. 
출주 조건은 서러브레드계 3세 이상 암말에 한정된다. 국내에서 암말만이 출전하는 대상 특별 경주 중 가장 높은 등급의 대회이므로, 언론 등지에선 한국 경마의 암말 최강전이라는 수식어를 붙이기도 한다.  
2007년 한국 경마에 삼관마 경주가 도입됨에 따라 코리안 더비, 농림부 장관배와 함께 선정되었다.   
2008년에는 뚝섬배가 삼관마 경주에서 제외되는 한편, 부산경남 경마장에서 개최하는 KRA 컵 마일이 들어가게 되었다.  
2020년도 기준으로 1등은 2억 2천 만원, 2등은 8천 8백 만원, 3등은 5천 6백 만원, 4등은 2천 만원, 5등은 1천 6백 만원을 순위 상금으로 지급받는다.  